# Folkard Edler
Folkard Edler (* 31. Januar 1936; † 8. Juni 2022) war ein deutscher Reeder und Unternehmer aus Hamburg. Er galt als der größte private Finanzier der Neuen Rechten in Deutschland.

## Leben
Folkard Edler stammte aus einer alteingesessenen Reeder-Familie. Er war Diplom-Kaufmann. Er und seine Frau führten „ein zurückgezogenes Leben an der vornehmen Elbchaussee“, schrieb die Zeit 2017.
Edler unterhielt ein globales Netzwerk von Unternehmen und Beteiligungen. Er führte mehrere Schifffahrtsgesellschaften, unter anderem auf Zypern. Seine ICL Holding spezialisierte sich auf den Transport von Bier der niederländischen Marke Heineken aus dem Hafen von Antwerpen nach Jacksonville, Florida. Edler arbeitete mit anderen bedeutenden Reedern zusammen, darunter Horst Rahe, dem Besitzer der Deutschen Seereederei, der Familie Döhle, Eignerin von mehr als 400 Schiffen sowie Nicolaus W. Schües, Inhaber der Reederei Laeisz. In den 1990er-Jahren war Edler gleichzeitig Geschäftsführer von über zehn Unternehmen. Die ICL Holding verfügte 2015 über ein Eigenkapital von 10,5 Millionen Euro. Die Bilanzsumme von Edlers diversen Unternehmen belief sich 2017 laut Zeit auf einen mindestens zweistelligen Millionenbetrag.

## Unterstützung der Neuen Rechten
Folkard Edler war als Finanzier einer der größten Unterstützer der Neue Rechten in Deutschland. Er finanzierte Projekte, deren politische Ausrichtung von konservativen Kreisen der CDU bis in den völkischen Flügel um den AfD-Politiker Björn Höcke reichen. Wie die Zeit recherchierte, unterstützte Edler rechte Kreise schon, bevor die Neue Rechte in Deutschland und Europa erstarkte und der Begriff als solcher eingeführt wurde. Seit den 2000er-Jahren investierte er insgesamt etwa fünf Millionen Euro in rechte Projekte, wie im Folgenden dargestellt.
2001 wurde Edlers Name erstmals öffentlich im Parteispendenbericht des Deutschen Bundestages für das Jahr 2001 erwähnt. Geführt wurde er als Großspender der Deutschen Partei (DP) mit 25.000 Mark. Die Deutsche Partei war zu dieser Zeit eine rechte Splittergruppe und trat bei verschiedenen Landtagswahlen an, erreichte jedoch kaum ein Prozent. Die Partei vertrat ausländerfeindliche Positionen, war für ein „Europa der Vaterländer“ und glich laut Zeit der heutigen AfD. Bis 2004 überwies Edler der „Deutschen Partei“ gut 100.000 Euro.
Der Spendenbericht des Bundestags für das Wahljahr 2013 wies Folkard Edler und seine Frau mit je 50.000 Euro als die größten Spender für die AfD in jenem Jahr aus. Hätte die Spende einen Euro mehr betragen, hätte sie nicht erst im zwei Jahre später erscheinenden Spendenbericht, sondern sofort an die Bundestagsverwaltung gemeldet werden müssen. Bei einem Gespräch mit dem damaligen AfD-Vorsitzenden Bernd Lucke und dem Hamburger AfD-Vorsitzenden Jörn Kruse Ende Juni 2013 sagte Edler zu, den AfD-Wahlkampf mit zwei Darlehen in Höhe von je 500.000 Euro zu unterstützen. Die Darlehen hatten einen niedrigen Zinssatz und Edler forderte beim ersten eine geringe Sicherheit, beim zweiten gar keine Sicherheiten. Juristen kritisierten, es könne sich bei den Darlehen über eine Million Euro um eine verdeckte Parteispende handeln.
Im Frühling 2013 kaufte Edler das Haus Berliner Fasanenstraße 4 mittels seiner dafür gegründeten „Objekt Fasanenstraße GmbH“ für 3,6 Millionen Euro. Dort befindet sich seitdem die Bibliothek des Konservatismus. Edler ließ seine Anteile an der „Objekt Fasanenstraße GmbH“ auf die Förderstiftung Konservative Bildung und Forschung übertragen, die über die Immobilie verfügt.
Nachdem Edler später im Jahr 2013 als Millionenkreditgeber bekannt geworden war, erklärte er, dass er die Partei nicht länger unterstützen werde.
Er förderte darüber hinaus den Denkmalschutz, wie beispielsweise die Renovierung des von Carl Gotthard Langhans erbauten Anatomischen Theaters der Tierarzneischule in Berlin.

## Politische Einordnung
Auch wenn Folkard Edler nicht in der Öffentlichkeit auftrat, waren Elemente seiner politischen Haltung bekannt. Er vertrat eurokritische und klimaskeptische Positionen. 2003 schrieb er der Frankfurter Allgemeinen Zeitung einen Leserbrief, in dem er sich gegen die Gewerkschaften wandte. Diese hätten sich für den Euro eingesetzt und wehrten sich nun gegen die dadurch nötig gewordenen Arbeitsmarktreformen. 2007 warf er dem Handelsblatt vor, all jene zu „diffamieren“, die an der menschengemachten Klimaerwärmung zweifeln.
In der Nacht des 11. August 2016 zündete die Antifa-Gruppe 309, welche der Verfassungsschutz als linksextrem einschätzt, vor Edlers Geschäftssitz an der Elbchaussee einen Porsche Carrera an. In einem Schreiben bekannte sie, der Angriff habe Folkard Edler als Unterstützer der „völkische[n] rassistische[n] Partei AfD“ gegolten.